# Hersin-Coupigny
Hersin-Coupigny è un comune francese di 6 342 abitanti situato nel dipartimento del Passo di Calais nella regione dell'Alta Francia.

## Società

### Evoluzione demografica
Abitanti censiti